# Klemm Kl 36

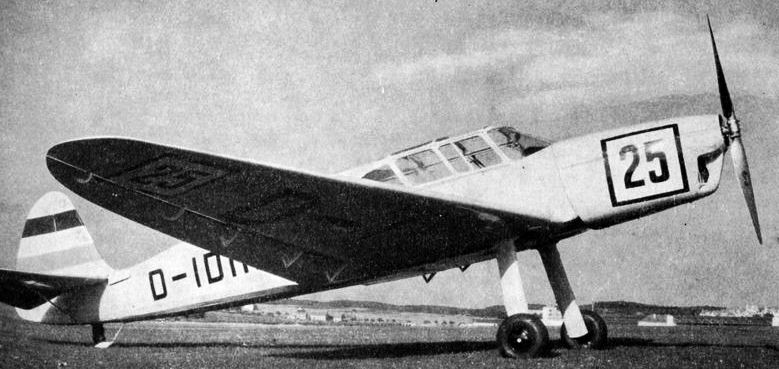
Klemm Kl 36

O Klemm Kl 36 foi uma aeronave desportiva desenvolvida pela Klemm, nos anos 30, na Alemanha. Foi usado também pela Luftwaffe nos seus primeiros anos como aeronave de transporte e de treino.